# Березки (Варнавинський район)
Березки (рос. Березки) — селище в Варнавинському районі Нижньогородської області Російської Федерації.
Населення становить 24 особи. Входить до складу муніципального утворення Восходовська сільрада.

## Історія
Від 2009 року входить до складу муніципального утворення Восходовська сільрада.

## Населення
| 1999 | 2002 | 2010 |
| ---- | ---- | ---- |
| 46   | ↘34  | ↘24  |